# Białowieża (Kamiennik)
Białowieża (deutsch Pillwösche, 1936–1945 Weißach) ist ein Dorf der Landgemeinde Kamiennik im Powiat Nyski in der Woiwodschaft Opole in Polen.

## Geographie

### Geographische Lage
Das Straßendorf Białowieża liegt im Südwesten der historischen Region Oberschlesien. Der Ort liegt etwa sechs Kilometer südlich vom Gemeindesitz Kamiennik, etwa 16 Kilometer nordwestlich der Kreisstadt Nysa und etwa 72 Kilometer südwestlich der Woiwodschaftshauptstadt Opole.
Białowieża liegt in der Przedgórze Sudeckie (Sudetenvorgebirge) innerhalb der Wzgórza Niemczańsko-Strzelińskie (Nimptsch-Strehlen-Höhen). Das Dorf liegt an der Cielnica (Tellnitz), einem linken Zufluss der Glatzer Neiße.

### Ortsteile
Ortsteile von Białowieża sind Siodłary (Kolonie Satteldorf), Suliszów (Tschiltsch), Białowieża Dolne (Nieder Pillwösche), Białowieża Górna (Ober Pillwösche) sowie Siemionka.

### Nachbarorte
Nachbarorte von Białowieża sind im Norden Goworowice (Gauers), im Nordosten Ogonów (Ogen), im Südosten Starowice (Starrwitz) sowie im Südwesten Janowa (Johnsdorf).

## Geschichte
In dem Werk "Liber fundationis episcopatus Vratislaviensis" aus den Jahren 1295–1305 wird der Ort erstmals als Belaweza erwähnt. Für das Jahr 1360 ist die Ortsbezeichnung Belwes überliefert.
Nach dem Ersten Schlesischen Krieg 1742 fiel Pillwösche mit dem größten Teil Schlesiens an Preußen.
Nach der Neuorganisation der Provinz Schlesien gehörte die Landgemeinde Pillwösche ab 1816 zum Landkreis Grottkau im Regierungsbezirk Oppeln. 1845 bestanden im Dorf eine Brennerei sowie 27 weitere Häuser. Im gleichen Jahr lebten in Pillwösche 186 Menschen, von denen sieben den evangelischen Glauben hatten. Der Ortsteil Tschiltsch zählte 1845 40 Einwohner. 1855 lebten 174 Menschen in Pillwösche. 1865 bestanden im Ort zwölf Gärtner- und fünf Häuslerstellen. Eingeschult und eingepfarrt waren die Bewohner nach Gauers. 1874 wurde der Amtsbezirk Gauers gegründet, welcher aus den Landgemeinden Gauers, Pillwösche, Satteldorf, Starrwitz und Tharnau b. Ottmachau sowie den Gutsbezirken Gauers, Pillwösche, Satteldorf, Starrwitz I, Starrwitz II und Tharnau b. Ottmachau bestand. 1885 zählte Pillwösche 97 Einwohner.
1933 lebten in Pillwösche 476 Einwohner. Am 22. Juli 1936 wurde der Ort im Zuge einer Welle von Ortsumbenennungen der NS-Zeit in Weißach umbenannt. 1939 zählte Weißach 459 Einwohner. Bis zum Kriegsende 1945 gehörte der Ort zum Landkreis Grottkau.
Als Folge des Zweiten Weltkriegs fiel Pillwösche 1945 wie der größte Teil Schlesiens unter polnische Verwaltung. Nachfolgend wurde es in Białowieża umbenannt und der Woiwodschaft Schlesien angeschlossen. Die deutsche Bevölkerung wurde weitgehend vertrieben. 1950 wurde es der Woiwodschaft Oppeln eingegliedert. 1999 kam der Ort zum wiedergegründeten Powiat Nyski.